# Малинська міська рада
Ма́линська міська́ ра́да — орган місцевого самоврядування Малинської міської територіальної громади Коростенського району Житомирської області з адміністративним центром у місті Малині.

## Склад ради
Рада складається з 34 депутатів та голови.
25 жовтня 2020 року, на чергових місцевих виборах, було обрано 34 депутати ради, з них (за суб'єктами висування): «Наш край» — 16, Всеукраїнське об'єднання «Батьківщина» та «Європейська Солідарність» — по 5, «Слуга народу» та «Перемога Пальчевського» — по 4.
Головою громади обрали позапартійного висуванця партії «Нові люди» Дмитрія Грушецького, директора одного з місцевих комунальних підприємств.

## Історія
Утворена 10 грудня 1938 року.
До 2020 року — адміністративно-територіальна одиниця у Житомирській області з площею території 78,9 км², населенням 26 685 осіб (станом на 1 серпня 2015 року) та підпорядкуванням м. Малин.

### Склад ради VII скликання
Рада складалася з 34 депутатів та голови.
За результатами місцевих виборів 2015 року депутатами ради стали:

#### За суб'єктами висування
| Суб'єкт висування                                          | Кількість обраних депутатів | %     |
| ---------------------------------------------------------- | --------------------------- | ----- |
| Партія Блок Петра Порошенка «Солідарність»                 | 13                          | 38.24 |
| Політична партія Всеукраїнське об'єднання «Батьківщина»    | 9                           | 26.47 |
| Народна партія                                             | 4                           | 11.76 |
| Політична партія «Сила людей»                              | 3                           | 8.82  |
| Політична партія «Українське Об'єднання патріотів — УКРОП» | 3                           | 8.82  |
| Радикальна партія Олега Ляшка                              | 2                           | 5.88  |

#### За округами
| № округу                                                   | Прізвище, ім'я, по батькові     | Дата нар.  | Освіта              | Партійна приналежність                                           | Відомості |
| ---------------------------------------------------------- | ------------------------------- | ---------- | ------------------- | ---------------------------------------------------------------- | --- |
| ПАРТІЯ "БЛОК ПЕТРА ПОРОШЕНКА «СОЛІДАРНІСТЬ»                |                                 |            |                     |                                                                  | |
| 16                                                         | Мороз Віталій Вікторович        | 21.10.1982 | вища                | член ПАРТІЇ "БЛОК ПЕТРА ПОРОШЕНКА «СОЛІДАРНІСТЬ»                 | ТОВ металобази «Будметінвест», директор                                                                           |
| 14                                                         | Мороз Галина Іванівна           | 22.08.1959 | професійно-технічна | безпартійна                                                      | пенсіонер |
| 31                                                         | Прокопчук Валерій Володимирович | 27.03.1958 | вища                | безпартійний                                                     | Малинське стоматологічне об'єднання, лікар-стоматолог                                                             |
| 15                                                         | Данелян Давид Дарчоєвич         | 26.09.1953 | вища                | безпартійний                                                     | ФОП |
| 28                                                         | Карпенко Сергій Васильович      | 21.07.1982 | вища                | безпартійний                                                     | Малинське РКП з технічної інвентаризації Житомирської облради, начальник                                          |
| 10                                                         | Лісовський Юрій Володимирович   | 14.12.1967 | вища                | безпартійний                                                     | ТОВ «Юнігран», начальник дробарно-сортувального цеху                                                              |
| 24                                                         | Гуцалюк Ольга Михайлівна        | 26.06.1958 | загальна середня    | член ПАРТІЇ "БЛОК ПЕТРА ПОРОШЕНКА «СОЛІДАРНІСТЬ»                 | ТОВ «МалинЕнер-гоінвест», оператор КНС № 2                                                                        |
| 17                                                         | Данелян Артур Давидович         | 11.08.1978 | вища                | безпартійний                                                     | ТОВ «Будівельна кампанія „Данко“», директор                                                                       |
| 11                                                         | Мельник Олег Васильович         | 29.08.1984 | вища                | член ПАРТІЇ "БЛОК ПЕТРА ПОРОШЕНКА «СОЛІДАРНІСТЬ»                 | ПАТ «Малинський дослідно-експериментальний завод», головний енергетик                                             |
| 22                                                         | Кисельчук Дмитрій Васильович    | 09.08.1981 | вища                | безпартійний                                                     | тимчасово не працює                                                                                               |
| 27                                                         | Гордієнко Олександр Миколайович | 26.07.1975 | вища                | безпартійний                                                     | тимчасово не працює                                                                                               |
| 21                                                         | Венгель Світлана Михайлівна     | 17.03.1970 | вища                | безпартійна                                                      | Малинський лісотехнічний коледж, викладач, голова профкому                                                        |
| 34                                                         | Фещенко Микола Іванович         | 08.04.1958 | вища                | безпартійний                                                     | ТОВ «Райагрошляхбуд», директор                                                                                    |
| політична партія Всеукраїнське об'єднання «Батьківщина»    |                                 |            |                     |                                                                  | |
| пк                                                         | Мороз Олена Мирославівна        | 30.05.1978 | вища                | член політичної партії Всеукраїнське об'єднання «Батьківщина»    | Малинська міська рада, секретар                                                                                   |
| 33                                                         | Столяр Олександр Васильович     | 19.06.1960 | вища                | член політичної партії Всеукраїнське об'єднання «Батьківщина»    | ФОП |
| 8                                                          | Грибан Василь Анатолійович      | 12.05.1959 | вища                | член політичної партії Всеукраїнське об'єднання «Батьківщина»    | Малинський професійно-технічний ліцей, майстер                                                                    |
| 29                                                         | Старжинський Ігор Олександрович | 05.05.1992 | професійно-технічна | член політичної партії Всеукраїнське об'єднання «Батьківщина»    | ФОП |
| 9                                                          | Копилова Анна Вікторівна        | 13.06.1987 | вища                | член політичної партії Всеукраїнське об'єднання «Батьківщина»    | Виконком Малинської міської ради, начальник відділу                                                               |
| 25                                                         | Романішена Ірина Миколаївна     | 28.10.1976 | вища                | член політичної партії Всеукраїнське об'єднання «Батьківщина»    | Редакція газети «Малинські новини», журналіст                                                                     |
| 18                                                         | Омельченко Максим Аркадійович   | 07.01.1974 | вища                | член політичної партії Всеукраїнське об'єднання «Батьківщина»    | ФБП НБУ, завідувач спецсектору                                                                                    |
| 12                                                         | Каленський Ігор Юрійович        | 14.05.1976 | професійно-технічна | член політичної партії Всеукраїнське об'єднання «Батьківщина»    | приватний підприємець                                                                                             |
| 19                                                         | Андрійцев Олександр Миколайович | 29.10.1958 | вища                | член політичної партії Всеукраїнське об'єднання «Батьківщина»    | Малинський міськрайонний центр ПМСД, головний лікар                                                               |
| Народна Партія                                             |                                 |            |                     |                                                                  | |
| пк                                                         | Чушенко Сергій Васильович       | 13.07.1972 | вища                | безпартійний                                                     | Фабрика банкнотного паперу НБУ, заступник начальника цеху банкнотного та захищеного паперу                        |
| 30                                                         | Ситайло Олександр Григорович    | 17.08.1986 | вища                | член Народної Партії                                             | ТОВ «Люкс. Нет», начальник відділу маркетингу                                                                     |
| 7                                                          | Добридень Олександр Миколайович | 01.05.1981 | вища                | член Народної Партії                                             | Державна фіто-санітарна інспекція Житомирської області, провідний спеціаліст-державний фіто- санітарний інспектор |
| 3                                                          | Лукашенко Віталій Анатолійович  | 05.04.1976 | вища                | безпартійний                                                     | Фабрика банкнотного паперу НБУ, провідний інженер-програміст сектору АСУ                                          |
| Політична партія «Сила людей»                              |                                 |            |                     |                                                                  | |
| пк                                                         | Цьоха Віталій Васильович        | 01.01.1983 | вища                | член Політичної партії «Сила людей»                              | ФОП |
| 8                                                          | Єщенко Руслан Миколайович       | 12.12.1972 | вища                | безпартійний                                                     | ММРТМО, лікар |
| 17                                                         | Степанова Ганна Миколаївна      | 01.11.1981 | вища                | член Політичної партії «Сила людей»                              | Морозівська ЗОШ, заступник директора                                                                              |
| ПОЛІТИЧНА ПАРТІЯ «УКРАЇНСЬКЕ ОБ'ЄДНАННЯ ПАТРІОТІВ — УКРОП» |                                 |            |                     |                                                                  | |
| пк                                                         | Федоренко Василь Михайлович     | 26.09.1958 | вища                | член ПОЛІТИЧНОЇ ПАРТІЇ «УКРАЇНСЬКЕ ОБ'ЄДНАННЯ ПАТРІОТІВ — УКРОП» | Клуб кікбоксингу «Файтер», президент                                                                              |
| 26                                                         | Матер'ян Микола Якович          | 17.03.1971 | загальна середня    | член ПОЛІТИЧНОЇ ПАРТІЇ «УКРАЇНСЬКЕ ОБ'ЄДНАННЯ ПАТРІОТІВ — УКРОП» | Церква ХВР, пастор                                                                                                |
| 1                                                          | Задорожній Олександр Вікторович | 21.08.1964 | вища                | член ПОЛІТИЧНОЇ ПАРТІЇ «УКРАЇНСЬКЕ ОБ'ЄДНАННЯ ПАТРІОТІВ — УКРОП» | Малинський фонд інвалідів, директор                                                                               |
| Радикальна партія Олега Ляшка                              |                                 |            |                     |                                                                  | |
| пк                                                         | Дмуховська Ірина Миколаївна     | 19.12.1957 | професійно-технічна | член Радикальної партії Олега Ляшка                              | пенсіонер |
| 2                                                          | Гавриленко Володимир Михайлович | 28.05.1958 | загальна середня    | безпартійний                                                     | ФОП |

### Склад ради VI скликання
За результатами місцевих виборів 2010 року депутатами ради стали:

#### За суб'єктами висування
| Суб'єкт висування                                       | Кількість обраних депутатів | %    |
| ------------------------------------------------------- | --------------------------- | ---- |
| Політична партія Всеукраїнське об'єднання «Батьківщина» | 17                          | 42,5 |
| Партія регіонів                                         | 9                           | 22,5 |
| Політична партія «Фронт Змін»                           | 8                           | 20   |
| Народна партія                                          | 3                           | 7,5  |
| Політична партія «Сильна Україна»                       | 2                           | 5    |
| Комуністична партія України                             | 1                           | 2,5  |

#### За округами
| № округу                                                | Прізвище, ім'я, по батькові      | Дата визнання обраним | Освіта  | Партійна приналежність                        | Відомості про обраного депутата                                                                                            |
| ------------------------------------------------------- | -------------------------------- | --------------------- | ------- | --------------------------------------------- | --- |
| Комуністична партія України                             |                                  |                       |         |                                               | |
| б/м                                                     | Іванова Світлана Олексіївна      | 05.11.2010            | вища    | член Комуністичної партії України             | Ворсівська загальноосвітня школа I-III ст., директор                                                                       |
| Народна Партія                                          |                                  |                       |         |                                               | |
| б/м                                                     | Швидун Валентина Никифорівна     | 05.11.2010            | вища    | член Народної партії                          | Малинське РТМО, головний лікар                                                                                             |
| б/м                                                     | Іщенко Василь Іванович           | 05.11.2010            | вища    | член Народної партії                          | Малинська фабрика банкнотного паперу, директор                                                                             |
| 9                                                       | Данелян Давид Дарчейович         | 05.11.2010            | вища    | член Народної партії                          | приватний підприємець |
| Партія регіонів                                         |                                  |                       |         |                                               | |
| б/м                                                     | Марценюк Валерій Віталійович     | 05.11.2010            | вища    | член Партії регіонів                          | Малинська Районна державна адміністрація, заступник голови рда                                                             |
| б/м                                                     | Примак Олександр Володимирович   | 05.11.2010            | вища    | член Партії регіонів                          | Приватне підприємство «Арніка», директор                                                                                   |
| б/м                                                     | Кравченко Юлія Петрівна          | 05.11.2010            | вища    | член Партії регіонів                          | Бородянська ЦРЛ, лікар-кардіолог                                                                                           |
| б/м                                                     | Кухтенко Володимир Миколайович   | 05.11.2010            | вища    | член Партії регіонів                          | Малинська районна електрична мережа, директор                                                                              |
| 8                                                       | Мороз Галина Іванівна            | 05.11.2010            | середня | член Партії регіонів                          | Відкрите акційне товариство «МДЕЗ», завідувачка складом                                                                    |
| 14                                                      | Кисельчук Дмитрій Васильович     | 05.11.2010            | вища    | член Партії регіонів                          | Малинський Міжрайон-ний фонд Соціального Страхування, директор                                                             |
| 16                                                      | Фролков Олександр Анатолійович   | 05.11.2010            | вища    | член Партії регіонів                          | Управління Агропро-мислового розвитку Малинської Райдерж-адміністрації, про-відний спеціаліст                              |
| 17                                                      | Карпенко Сергій Васильович       | 05.11.2010            | вища    | член Партії регіонів                          | «ВТБ Банк», заступник директора                                                                                            |
| 18                                                      | Примаченко Лариса Євгеніївна     | 05.11.2010            | середня | член Партії регіонів                          | ПАТ «Вайдман МПФ», голова первинної профспіл-кової організації                                                             |
| Політична партія Всеукраїнське об'єднання «Батьківщина» |                                  |                       |         |                                               | |
| б/м                                                     | Омельченко Максим Аркадійович    | 05.11.2010            | вища    | член Всеукраїнського об'єднання «Батьківщина» | Фабрика банкнотного паперу НБУ, інженер                                                                                    |
| б/м                                                     | Оксьоненко Олена Мирославівна    | 05.11.2010            | вища    | позапартійна                                  | Малинська міська рада, начальник організаційного відділу                                                                   |
| б/м                                                     | Романюк Сергій Олександрович     | 05.11.2010            | вища    | член Всеукраїнського об'єднання «Батьківщина» | приватний підприємець |
| б/м                                                     | Задорожній Володимир Іванович    | 05.11.2010            | вища    | член Всеукраїнського об'єднання «Батьківщина» | приватний підприємець |
| б/м                                                     | Вітковська Галина Володимирівна  | 05.11.2010            | вища    | член Всеукраїнського об'єднання «Батьківщина» | тимчасово не працює |
| б/м                                                     | Єнько Анатолій Олександрович     | 05.11.2010            | вища    | член Всеукраїнського об'єднання «Батьківщина» | Приватно-орендне підприємство «Птахівник», генеральний директор                                                            |
| б/м                                                     | Синиця Тетяна Михайлівна         | 05.11.2010            | вища    | позапартійна                                  | приватний підприємець |
| 1                                                       | Цьоха Віталій Васильович         | 05.11.2010            | вища    | позапартійний                                 | приватний підприємець |
| 3                                                       | Поліновський Микола Леонідович   | 05.11.2010            | вища    | член Всеукраїнського об'єднання «Батьківщина» | ВАТ «Прожек-тор», началь-ник служби безпеки                                                                                |
| 4                                                       | Войтюк Оксана Романівна          | 05.11.2010            | вища    | член Всеукраїнського об'єднання «Батьківщина» | ТОВ «Квінта», головний бухгалтер                                                                                           |
| 5                                                       | Грибан Василь Анатолійович       | 05.11.2010            | вища    | член Всеукраїнського об'єднання «Батьківщина» | тимчасово не працює |
| 6                                                       | Дордюк Василь Пилипович          | 05.11.2010            | вища    | позапартійний                                 | Малинське МРТМО, лікар |
| 7                                                       | Ярмолицька Олена Сергіївна       | 05.11.2010            | вища    | член Всеукраїнського об'єднання «Батьківщина» | Малинське державне виробниче підприємство кому-нального господар-ства, майстер                                             |
| 10                                                      | Дідківська Галина Володимирівна  | 05.11.2010            | вища    | член Всеукраїнського об'єднання «Батьківщина» | ДНЗ «Золотий ключик», методист                                                                                             |
| 11                                                      | Андрійцев Олександр Миколайович  | 05.11.2010            | вища    | член Всеукраїнського об'єднання «Батьківщина» | Малинське МРТМО, заступник головного лікаря                                                                                |
| 12                                                      | Сніцаренко Леся Андріївна        | 05.11.2010            | вища    | позапартійна                                  | Управління Житлово-комунального Господарства Виконкому Малинської міської ради, началь-ник відділу бухгал-терського обліку |
| 15                                                      | Дубровець Андрій Анатолійович    | 05.11.2010            | вища    | позапартійний                                 | загальноосвітня школа І-ІІ ст. № 3, вчитель математики і фізики                                                            |
| Політична партія «Сильна Україна»                       |                                  |                       |         |                                               | |
| б/м                                                     | Бакланова Вікторія Олександрівна | 05.11.2010            | вища    | член Політичної партії «Сильна Україна»       | Малинське міськрайонне територіальне медичне об'єднання, завідувачка дитячого відділення                                   |
| б/м                                                     | Зайцева Марина Миколаївна        | 05.11.2010            | вища    | член Політичної партії «Сильна Україна»       | Малинська районна рада, спеціаліст по роботі зі звернень громадян та діловодства                                           |
| Політична партія «Фронт Змін»                           |                                  |                       |         |                                               | |
| б/м                                                     | Шостак Олексій Григорович        | 05.11.2010            | вища    | член Політичної партії «Фронт Змін»           | ВАТ «РЕЙЛ», юрисконсульт                                                                                                   |
| б/м                                                     | Столяр Олександр Васильович      | 05.11.2010            | вища    | член Політичної партії «Фронт Змін»           | Приватне підприємство «Малинтранс», директор                                                                               |
| б/м                                                     | Єнько Лариса Василівна           | 05.11.2010            | вища    | член Політичної партії «Фронт Змін»           | Малинське районне територіальне медичне об'єднання, лікар                                                                  |
| б/м                                                     | Гордієнко Микола Федорович       | 05.11.2010            | вища    | член Політичної партії «Фронт Змін»           | пенсіонер |
| 2                                                       | Гавриленко Володимир Михайлович  | 05.11.2010            | середня | член Політичної партії «Фронт Змін»           | МСП «Малуша», директор |
| 13                                                      | Єнько Валентина Миколаївна       | 05.11.2010            | вища    | член Політичної партії «Фронт Змін»           | Школа-ліцей № 1, викладач                                                                                                  |
| 19                                                      | Прокопчук Валерій Володимирович  | 05.11.2010            | вища    | член Політичної партії «Фронт Змін»           | Малинське МРТМО, лікар — стоматолог                                                                                        |
| 20                                                      | Когут Павло Петрович             | 05.11.2010            | вища    | член Політичної партії «Фронт Змін»           | Фабрика банкнотного паперу, заступник директора                                                                            |

### Керівний склад попередніх скликань
| Прізвище, ім'я, по батькові  | Основні відомості                                                                                                | Суб'єкт висування | Дата обрання | Дата звільнення |
| ---------------------------- | --- | ----------------- | ------------ | --------------- |
| Шостак Олексій Григорович    | Міський голова, 1976 року народження, освіта вища, член політичної партії Всеукраїнське об'єднання «Батьківщина» |                   | 25.10.2015   | 25.10.2020      |
| Ситайло Олександр Григорович | Міський голова, 1986 року народження, освіта вища, безпартійний                                                  | «Наш край»        | 25.10.2020   |                 |

Примітка: таблиця складена за даними сайту ЦВК